# Bende István
Bende István (1938. – 2021. január 26.) pedagógus, újságíró, idegenvezető, önkormányzati képviselő.

## Élete
Komárom város nemzeti bizottságának alelnöke, majd városi képviselőtestületi tag volt.
Sokat tett Lehár Ferenc komáromi szobrának felavatásáért és a nemzetközi Lehár operett énekverseny megszervezéséért.

## Elismerései
- 2003 Komárom Polgármesterének díja[3]
- 2018 Pro Urbe (Komárom)[4]

## Művei
Írt többek között a Hétbe, az Új Szóba, a Dunatájba és a Komárom-Esztergom Megyei 24 órába.
- 1988 Öröme az örömszerzés. A Hét 33/38, 17
- 1995 Egy híres komáromi zenészdinasztia jubilál. Új Szó 48/173, 6 (július 27.)
- 1998 Lehár-dalverseny. Új Szó 51/29, 8 (február 5.)
- 2003 Korona a király feje fölött. Komárom-Esztergom Megyei 24 óra XIV/101, 7 (május 5.)
- 2003 Tízéves a római kőtár. Komárom-Esztergom Megyei 24 óra XIV/264, 4 (november 13.)
- 2003 Révkomárom legidősebb polgárát, a 100 éves Horváth Feri bácsit köszöntötték. Komárom-Esztergom Megyei Hírlap 8/298, 3 (december 23.)
- 2008 Egyesült erővel mégis sikerülni fog. Dunatáj 2008. július 25., p. 3.
- 2017 A Duna Menti Múzeum természettudományi gyűjteménye különleges élményt nyújt a látogatóknak. Komáromi Lapok XXVI/20 (november 22.)